# هری ریمز
هربرت جان استرایکر (انگلیسی: Herbert John Streicher؛ ‏ ۲۷ اوت ۱۹۴۷ – ۱۹ مارس ۲۰۱۳) با نام مستعار هَری ریمز (انگلیسی: Harry Reems) بازیگر پورنوگرافی اهل کشور ایالات متحده آمریکا بود. وی بین سال‌های ۱۹۷۰ تا ۱۹۸۹ میلادی در فیلم‌های پورنوگرافی هاردکور، استگ و سکسنتفاعی بازی می‌کرد. این بازیگر یهودی‌تبار در دههٔ هفتاد میلادی در زمینهٔ سرگرمی‌های بزرگسالان، شهرت فراوانی داشت.

## گزیدهٔ فیلم‌شناسی
- لِـتومانیا (۱۹۷۶)
- ژوستین و ژولیت (۱۹۷۵)
- اهریمن درون دوشیزه جونز (۱۹۷۳)
- دیپ تروت (۱۹۷۲)
- کلوت (۱۹۷۱)